# هنري هوارد براونيل
هنري هوارد براونيل (بالإنجليزية: Henry Howard Brownell)‏ هو مؤرخ وشاعر أمريكي، ولد في 6 فبراير 1820، وتوفي في 1872.
ولد بمدينة بروفيدنس Providence، بولاية روود أيلاند Rhode Island، من والديه، لوشيا دي وولف Lucia De Wolf، والدكتور باردن براونيل Pardon Brownell. تخرج من كلية واشنطن (حاليا تسمى الثالوث) بهارتفورد Hartford سنة 1841, تعلم بشكل موجز بمدينة موبايل Mobile، بولاية آلاباما Alabama، قبل أن يعود لهارتفورد لدراسة القانون، حيث قبل في مهنة المحاماة سنة 1844. وقد اشتهر برانويل بشعره الشديد الوطنية خلال فترة الحرب الأهلية. حيث كان شعره المكتوب عادة بشكل سردي، يصور الدراما و الخسارة البشرية للصراع، عاكسا بذلك الجو الوطني خلال تلك الفترة. و قد خدم كجندي كاتب لدى الأدميرال فارغت Farragut، مما جعله يشهد بعضا من المعارك البحرية المهمة بما في ذلك معركة خليج موبايل Mobile Bay، و هذا ما منح شعره أصالة و جعله صوتا مبجلا لقضية الإتحاد.